# MFTR-2100

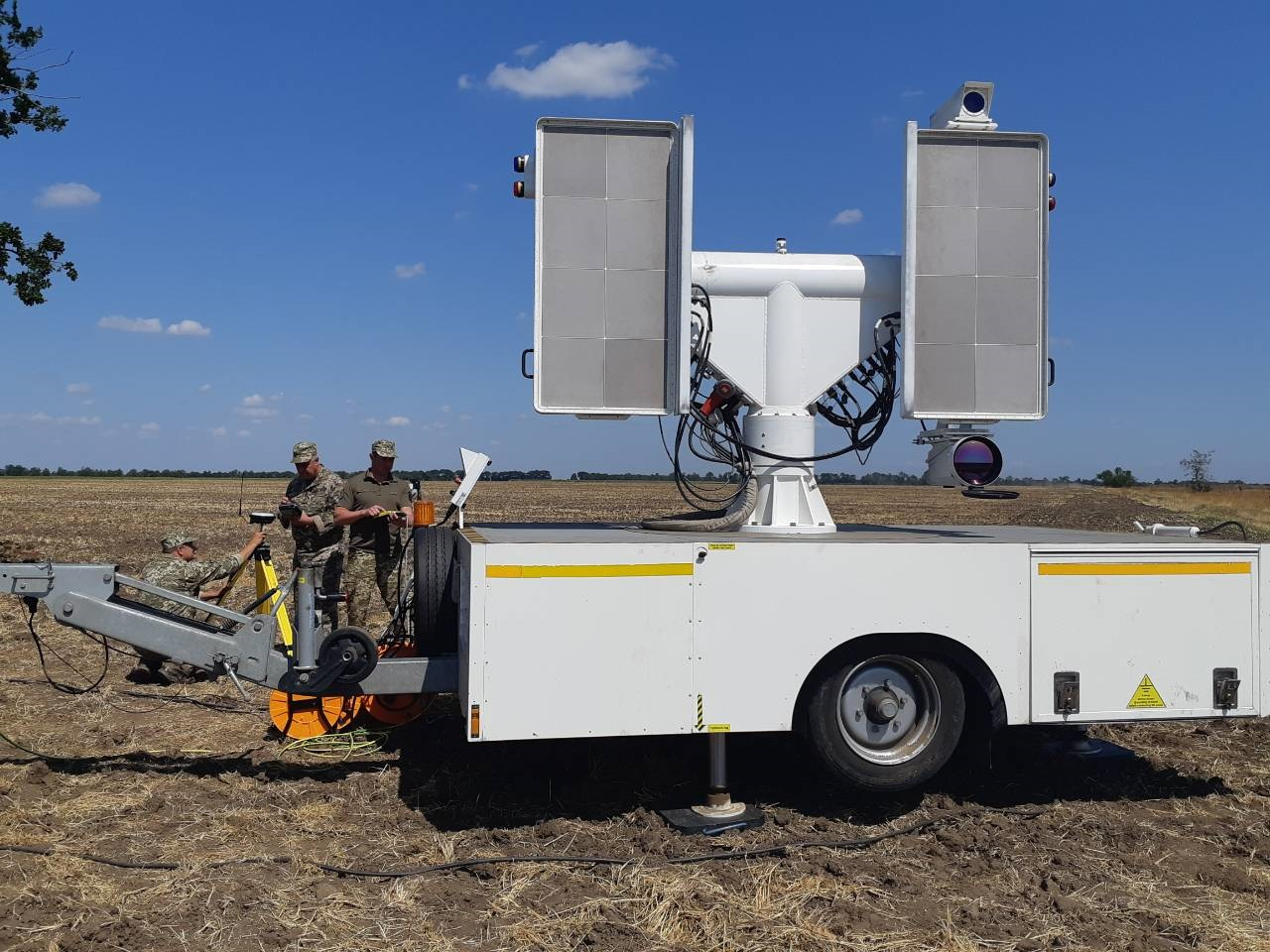
MFTR-2100/40 в Україні.

MFTR-2100 — радарний комплекс данської компанії Weibel Scientific. Призначений для точних вимірів траєкторій польоту боєприпасів всіх видів.

## Характеристики

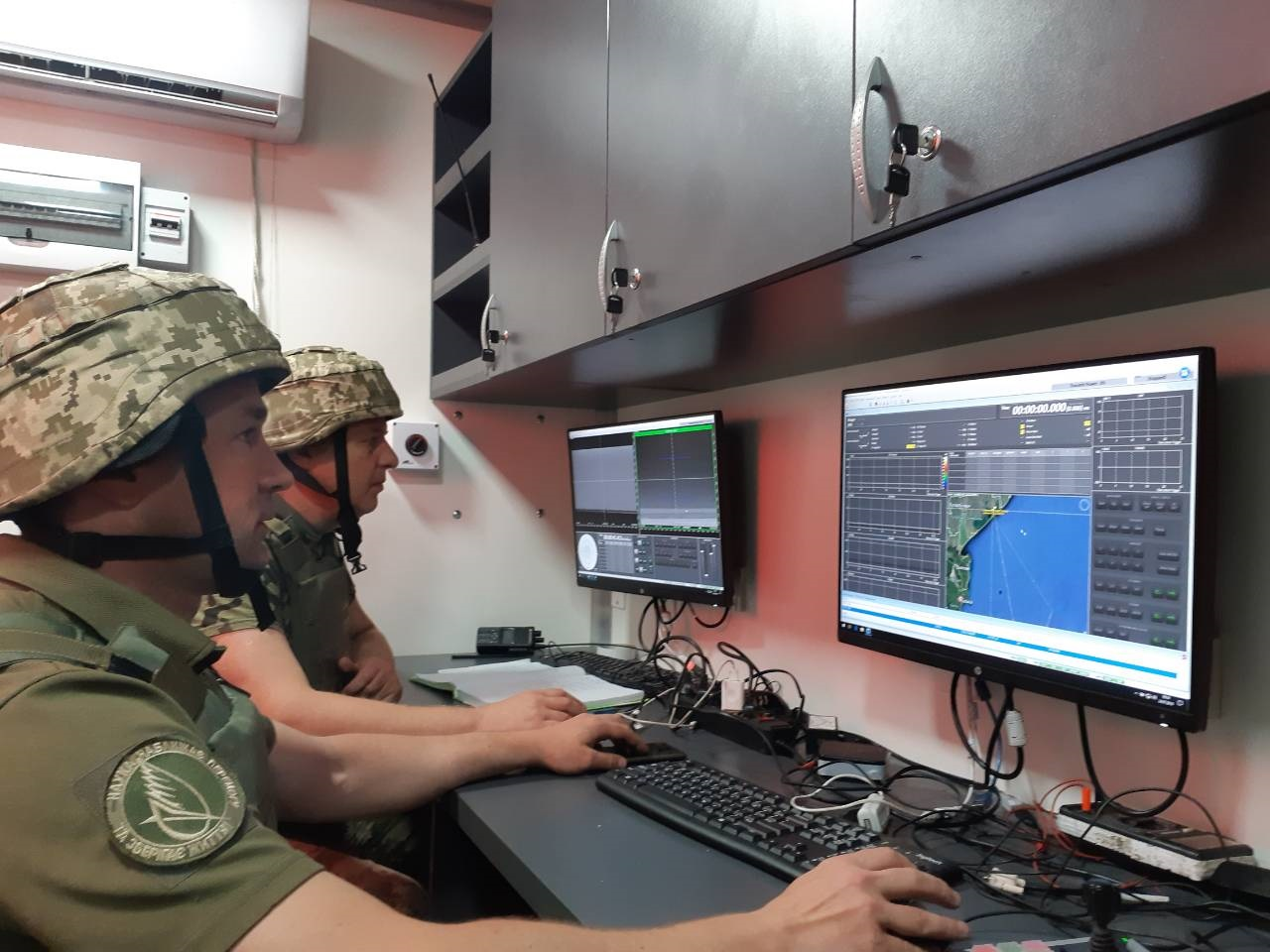
Українські фахівці відстежують на MFTR-2100/40 випробування боєприпасу «Вільха-М». Липень 2019.

Комплекс здатен з високою точністю фіксувати траєкторію, дальність, швидкість і температуру ракетних і артилерійських боєприпасів всіх калібрів, а також літаків і БПЛА. Комплекс записує всі дані щодо об'єкту і може відтворити їх в будь-якій конкретній точці польоту. Радар комплексу автоматично супроводжує до 256 об'єктів. Гранична дальність супроводження об'єктів — до 250 км, артилерійських снарядів всіх типів — до 40 км.

## Використання в Україні
Система MFTR-2100/40 була придбана Україною в травні 2018 року за 6,7 млн доларів. 26 липня 2018 року вона була вперше використана для випробування нових гаубичних снарядів калібру 155 мм на Гончарівському полігоні.
Станом на лютий 2019 року, система неповний рік була в Україні. За цей час нею було проведено випробування 152-мм снарядів, 60-мм мін для нових українських мінометів, крилатої ракети «Нептун», некерованих реактивних снарядів РС-80 «Оскол». На полігоні «Ягорлик» було проведено випробування модернізованих зенітних ракетних комплексів С-125, «Куб», «Рокач» та «Тор».
У липні 2019 року радар використовувався фахівцями Державного науково-дослідного інституту випробувань та сертифікації озброєння і військової техніки для контролю за випробуваннями боєприпасу «Вільха-М».